# Phyllomya angusta
Phyllomya angusta (лат.) — вид тахин рода Phyllomya из подсемейства Dexiinae. Эндемик Китая.

## Описание
Мелкие и среднего размера мухи (длина тела 6,8 мм), стройные, черноватые. Голова у самца почти голоптическая; все волоски на теле чёрные; у самца нет вытянутых оцеллярных щетинок; парафация с густыми длинными волосками; педицель усика с длинной щетинкой, почти такой же длины, как постпедицель; щупики чёрные; 3 предшовные дорсоцентральные щетинки; средние голени только с 1 переднедорсальной щетинкой; 3 предвершинные дорсальные щетинки на задних голенях; коготки и пульвиллы самца длинные. Лицо уплощённое, без лицевого киля; щупики довольно тонкие, слабо булавовидные. Простернум голый.

## Классификация
Вид был впервые описан в 1992 году, а его валидный статус подтверждён в 2022 году в ревизии, проведённой японским диптерологом Хироси Сима (Kyushu University Museum, Университет Кюсю, Hakozaki, Япония).

## Распространение
Китай (Deqin, Meilixueshan, Юньнань).